# Mexican Filibusterers
Mexican Filibusterers è un film del 1911 diretto da Kenean Buel. Prodotto dalla Kalem Company, è interpretato da Alice Joyce e da Carlyle Blackwell.

## Trama
Non lontano dal confine tra Messico e Stati Uniti, in una cittadina del Texas, si trova la sede della Fruit Company, diretta da Olivares. Pedro, un giovane messicano, si innamora di Blanca, la figlia di Olivares. Intanto, in stazione, si carica un vagone merci con armi da fuoco, munizioni ed esplosivo destinato agli insorti messicani. Tra i patrioti che sgobbano per completare il carico più in fretta possibile, il pigro Monte viene rimproverato da Pedro. Il rimprovero provoca il risentimento di Monte che va a denunciare alle autorità statunitensi i messicani che stanno tentando di portare di contrabbando le armi oltre confine. Anche se costretti a intervenire, gli agenti non riescono a celare il disprezzo per il traditore. Blanca, che già da prima sospettava di Monte, quando lo vede entrare nella sede di polizia, corre ad avvertire i messicani. Gli agenti arrivano proprio quando il treno sta lasciando la stazione e corre verso la frontiera.

## Produzione
Il film fu prodotto dalla Kalem Company nel 1911. La troupe del film aveva come base logistica la cittadina di Glendale.

## Distribuzione
Distribuito dalla General Film Company, il film - un cortometraggio di una bobina - uscì nelle sale statunitensi 3 marzo 1911. Copie del film sono conservate alla George Eastman House, al Museum of Modern Art e al Nederlands Filmmuseum di Amsterdam.